# Leergewicht
Das Leergewicht, auch Leermasse, ist die nach festgelegten Maßstäben ermittelte Masse eines technischen Objekts. Das Leergewicht ist ein wichtiges Merkmal für die Klassifizierung von Kraftfahrzeugen und Luftfahrzeugen.
Das Eigengewicht eines Transportmittels wird als Totlast oder Leergewicht bezeichnet.

## Flugzeuge und Raketen
Für das Leergewicht eines Flugzeugs existiert eine Vielzahl möglicher Festlegungen, siehe Flugzeuggewicht.
Bei Raketen ist das Leergewicht jenes nach Brennschluss. Es ist annähernd das Startgewicht minus Treibstoff.

## Sicherheitspolitisch-militärische Definition
Die Organisation für Sicherheit und Zusammenarbeit in Europa (OSZE) definiert den Begriff „Leergewicht“ im Vertrag über Konventionelle Streitkräfte in Europa (KSE-Vertrag) von November 1990 in Artikel II wie folgt:

„Leergewicht bezeichnet das Gewicht eines Fahrzeugs ohne das Gewicht von Munition, Treibstoff, Öl und Schmiermitteln, abnehmbarer reaktiver Panzerung, Ersatzteilen, Werkzeugen und Zubehörteilen, abnehmbarer Schnorchelausrüstung, Besatzung und ihrer persönlichen Ausrüstung.“

## Straßenverkehr
Zur Ermittlung des Leergewichts eines Fahrzeugs existieren verschiedene Normen. 
Die Internationale Organisation für Normung definiert Fahrzeugmasse erstens trocken, zweitens fahrbereit und drittens darüber hinaus mit allen Extras. Die motorisierte Zweiräder betreffende ISO 6726 definiert trocken mit Batteriesäure, Hydraulikflüssigkeit, Kühlmittel und Motoröl, sowie fahrbereit mit üblicher Ausrüstung von Werkzeugsatz bis Windschild und zu mindestens 90 % gefülltem Kraftstofftank. Die Pkw, Busse und Lkw betreffende ISO 1176 definiert trocken ohne Schmierstoffe und Kühlmittel, aber fahrbereit über den zu mindestens 90 % gefüllten Kraftstofftank hinaus mit Scheibenwaschwasser.

### Deutschland

#### DIN 70020
Nach der zurückgezogenen DIN 70020 Teil 2 Allgemeine Begriffe im Kraftfahrzeugbau – Gewichte setzt sich das Leergewicht eines Straßenfahrzeuges (z. B. eines PKWs) aus der Masse des Fahrzeuges bei zu mindestens 90 % gefülltem Tank und je nach Fahrzeugart noch dem mit 80 kg angesetzten Fahrzeugführergewicht zusammen; die Normausgabe vom Juni 1972 galt für Kraftfahrzeuge und deren Anhängefahrzeuge mit Ausnahme von Krafträdern und gewissen Sonderfahrzeugen. Der im Februar 1957 veröffentlichte Entwurf hingegen enthielt auch Bestimmungen für Motorräder und Motorroller. Die DIN 70020-2 war weitgehend mit der internationalen ISO-Empfehlung R 1176 abgestimmt. Im Einzelnen unterschied diese Normausgabe
- das „Gewicht des trockenen Fahrgestells“,
- das „Gewicht des betriebsfähigen Fahrgestells“,
- das „Gewicht des trockenen Fahrgestells mit Führerhaus“,
- das „Gewicht des betriebsfähigen Fahrgestells mit Führerhaus“,
- das „Leergewicht des trockenen Fahrzeuges“ und
- das „Leergewicht des betriebsfähigen Fahrzeuges“.

Bei Nachprüfung wurde eine Toleranz von ± 5 % als zulässig angesehen. Diese DIN-Norm wurde im Januar 2006 zugunsten der internationalen Norm ISO 1176 Straßenfahrzeuge; Massen; Begriffe, in der aktuellen Ausgabe vom 15. Juli 1990 zurückgezogen.
Bis Mai 1972 enthielt DIN 70020 – ohne Unterteilung in mehrere Normenteile – „Allgemeine Begriffe; Festlegung und Erläuterung“ für den Kraftfahrzeugbau. In der Ausgabe vom August 1954 sind noch Einzelheiten zur Ermittlung eines Steuergewichtes enthalten, die damals für die Steuerbemessung mancher Kraftfahrzeugarten relevant waren. Die erste Ausgabe dieser Norm stammt vom August 1940.

#### Zulassung
Zur Zulassung von Fahrzeugen zum Straßenverkehr wurde in Deutschland in den bis zum Jahr 2005 ausgegebenen Fahrzeugscheinen (unter Ziffer 14) und Fahrzeugbriefen nach der Fahrzeug-Zulassungsverordnung ebenfalls das Leergewicht des Fahrzeugs eingetragen. In der ab 2005 gültigen Zulassungsbescheinigung (Teil I) wird der Begriff im Feld G als „Masse des in Betrieb befindlichen Fahrzeugs in kg Leermasse“ verwendet. Das Leergewicht umfasst hierbei das Fahrzeug inklusive vollem Kraftstofftank, Fahrergewicht (75 Kilogramm), Bordwerkzeug, Ersatzrad, Verbandkasten und Warndreieck. Für Fahrzeuge, die ab Juli 2003 erstmals zugelassen wurden, wird für die Kraftstofffüllung nur noch 90 Prozent des Kraftstofftankfassungsvermögens berücksichtigt.

### Europäische Union

#### Richtlinie EG 92/21
In der Richtlinie 92/21/EWG des Rates vom 31. März 1992 und nach der Anpassung durch die Richtlinie 95/48/EG der Kommission vom 20. September 1995 über Massen und Abmessungen von Kraftfahrzeugen der Klasse M1 (Vierradfahrzeuge mit einer Höchstgeschwindigkeit von mehr als 25 km/h) wurde als Leermasse die Masse des Fahrzeugs im fahrbereiten Zustand (einschließlich Kühlflüssigkeit, Schmiermittel, Kraftstoff, Ersatzrad, Werkzeug und Fahrzeugführer) definiert. Für den Fahrzeugführer wurde eine Pauschalmasse von 75 kg (68 kg + 7 kg Gepäck) angenommen.

#### Richtlinie 2007/46
Im Anhang I Nummer 2.6. der Richtlinie 2007/46 zur Schaffung eines Rahmens für die Typgenehmigung von Kraftfahrzeugen wurde die Leermasse definiert als die Masse des Fahrzeugs mit Aufbau in fahrbereitem Zustand oder Masse des Fahrgestells, einschließlich Flüssigkeiten, Werkzeug, Ersatzrad (sofern vorhanden) und Fahrer.
Die Masse des Fahrers wurde mit 75 kg veranschlagt; der Kraftstofftank zu 90 % und die anderen Flüssigkeiten enthaltenden Systeme (außer Systeme für gebrauchtes Wasser) zu 100 % des vom Hersteller angegebenen Fassungsvermögens gefüllt.

### Schweiz
Die Verordnung über die technischen Anforderungen an Strassenfahrzeuge definiert Leergewicht als „das Gewicht des fahrbereiten, unbeladenen Fahrzeugs mit Kühl- und Schmiermittel, Treibstoff (mind. 90 % der vom Hersteller angegebenen Treibstofffüllmenge) und der eventuell vorhandenen Zusatzausrüstung wie Ersatzrad, Anhängerkupplung, Werkzeug, Radkeil, Feuerlöscher sowie dem Fahrzeugführer, dessen Gewicht mit 75 kg angenommen wird“ (Art. 7 VTS).

## Schienenfahrzeuge
Die Leermasse eines Schienenfahrzeugs ist die Masse im Auslieferungszustand ohne Verbrauchsmaterial und ohne Zugpersonal. Sie beinhaltet jedoch den Innenausbau, festgelegte Mengen an Schmierstoffen und flüssigen Betriebsstoffen (z. B. Öle, Schmierfette, Isolier-, Kühl-, Heiz-, Hydraulik- und Batterieflüssigkeit usw.), bei Speisewagen die Ausstattung für die Bewirtung, Werkzeuge und Notfallausrüstung. Die Verschleißteile, wie beispielsweise die Räder, müssen neu und unbenutzt sein.